# 小行星12688
小行星12688（12688 Baekeland）是一颗绕太阳运转的小行星，为主小行星带小行星。该小行星于1988年2月13日发现。

## 轨道参数
小行星12688的轨道半长轴为2.6852308 UA，离心率为0.157。